# Lophiophora
Lophiophora là một chi bướm đêm thuộc họ Erebidae.